# Венский Генезис
«Ве́нский Ге́незис», «Ве́нское Бытие́» — знаменитая старинная иллюминированная рукопись Книги Бытия, возможно созданная в Сирии в 1-й половине VI века (В. Н. Лазарев упоминает 3-ю четверть). Она является самым древним из хорошо сохранившихся иллюстрированных библейских кодексов (хранящийся в Великобритании Коттоновский Генезис старше, но сильно повреждён пожаром 1731 года).
Текст рукописи представляет собой фрагмент Книги Бытия в греческом переводе Септуагинты, часто в сокращенном виде. Рукопись имеет 24 сохранившихся фолио, каждый с миниатюрой внизу страницы на обеих её сторонах. Считается, что первоначально книга включала примерно 96 фолио и 192 иллюстрации. Текст написан унциальным письмом серебряными чернилами на пергаменте из телячьей кожи, окрашенном пурпуром (того же оттенка, что для одежд императора). Кроме того, к Венскому Генезису приплетены два листа из Сармисахлийского Евангелия (другие его фрагменты в Византийском музее в Афинах (cod. 21), Ватикане (gr. 2305), в Лерме (Италия, Пьемонт), Лондоне (Brit. Mus. Cot. Tit. С XV), Нью-Йорке (Библиотека Пирпонта Моргана, М874) и в монастыре Иоанна Богослова на острове Патмос (cod. 67).
Иллюстрации выполнены в натуралистическом стиле, схожем с римской живописью той эпохи. Эти миниатюры по формату представляют собой переходную стадию между теми, которые мы можем обнаружить в свитках и рисунками более позднего периода в кодексах. Страница украшена одной миниатюрой, которая может, тем не менее, соединять два или более эпизода сюжета, так что один и тот же персонаж может быть изображен несколько раз на одной и той же странице. Встречаются миниатюры в обрамлениях и без них; содержащие эпизоды и людей, не упомянутых в Бытие (предположительно, идущих от еврейских пересказов этих сюжетов, обросших подробностями, — мидрашей).
Создана в ту же эпоху, что Россанский кодекс, с которым его связывает его тесное стилистическое родство, и Синопский кодекс. Экспрессионистический стиль данных рукописей выдает большое сходство с памятниками чисто сирийского происхождения, что позволяет объединять их с последними в одну большую группу. Венский Генезис представляет собой копию более старого кодекса. Академик Лазарев пишет об этом: «П. Буберль неопровержимо доказал, что Венский Генезис скопирован не со свитка, а с кодекса. По его мнению, это была антиохийская рукопись середины VI века, восходившая в свою очередь к греческому архетипу IV-го столетия. Миниатюры Венского Генезиса П. Буберль убедительно распределяет между восемью мастерами. Попытку О. Вульфа (Altchristliche und byzantinische Kunst. 299—300; Bibliographisch-kritischer Nachtrag, 41) и К. Норденфалька (ZKunstg, VI 1937, 255) приписать Венский Генезис, Синопский фрагмент и Россанский кодекс константинопольской школе следует признать неудачной, так как она не только стирает границы между восточно-христианским и византийским искусством, но и приводит к неверной характеристике константинопольской живописи VI века, которая при таком освещении совершенно растворяется в семитическом искусстве Передней Азии».